# Алмазовский
Алма́зовский — посёлок в Троснянском районе Орловской области. Входит в состав Муравльского сельского поселения.

## География
Посёлок находится на расстоянии 15 км к юго-востоку от села Тросна, административного центра района, и 83 км (по автодорогам) к юго-западу от города Орёл, административного центра области. Абсолютная высота — 208 м над уровнем моря.

### Часовой пояс
Посёлок Алмазовский, как и вся Орловская область, находится в часовой зоне МСК (московское время). Смещение применяемого времени относительно UTC составляет +3:00.

## Население
| 2010 |
| ---- |
| 4    |

### Национальный состав
Согласно результатам переписи 2002 года, в национальной структуре населения русские составляли 100 % из 11 чел.